# Aragonès baix-ribagorçà
El baix-ribagorçà és la parla comarcal aragonesa que es parla als pobles de la Baixa Ribagorça entre Aguilar i Fonz. És una de les parles alt-aragoneses amb més vitalitat i també una de les més i millor conegudes, gràcies als estudis de la filòloga María Luisa Arnal Purroy, que són molt detallats en les evolucions fonètiques.
Des de nord cap a sud: Aguilar, Abenozas, Santa Llestra, Besians, Centenera, Perarrua, Ixep, Torrobato, Torre d'Esera (Torrodesera en aragonès), Graus, Capella, La Pobla de Castre, Olvena, Estada, Estadella i Fonts. Santa Llestra figura en l'ALEANR amb les sigles Hu 400 i la Pobla de Castre amb les sigles Hu 403.
En la baixa Vall d'Isàvena i més al sud, al marge esquerre de l'Esera entra en contacte amb el català ribagorçà. Segons Artur Quintana, la línia de pobles de difícil classificació Torres-Chuseu-Alins separa a l'oest els pobles de El Soler, Torlabat, Capella, La Poblla del Mont, Castarllenes, Pueyo de Marguillén i Aguilaníu, classificables com aragonesoparlants, dels pobles de Pociello, Llaguarres, Aler, Calassanç, Zanui, i Sant Esteve del Mall, classificables com catalanoparlants.

## Fonètica
- La vocal -o conserva per un regular, ja que la u apocopa no és freqüent:
  - fierro
  - mano
  - grausino;
  - camino

- La diftongació davant de Yod quasi ha desaparegut, quedant pocs diftongs en -ue- davant de palatals:
  - Ojo en comptes de uello
  - Noche en comptes de nueit

- Trobem algun cas de no diftongació de la Ĕ curta llatina:
  - Peu en comptes de piet (pot ser un catalanisme o alguna cosa pròpia de l'aragonès oriental).
  - Ben;en comptes de bien.
  - També en comptes de tamién
  - Extensiu a les formes del verb ser-estar que diftonguen en aragonès general:
    - El e en comptes de el ye.
    - Tu es en comptes de tu yes.

- El grup aragonès -it- derivat dels llatins -CT-, -ULT- és quasi castellanitzat de tot:
  - Fecho;
  - Leche;
  - Pecho;
  - Moches;
  - Mucho;
  - Cuchilla;
  - Escuchá.

- Però pot conservar en paraules que no s'empren tant: dreto (Graus), o en bell lugar, (feito > fei en Estadella, i testimonial com poc emprat a Graus).
  - El diftong -iello en el diminutiu s'ha castellanitzat cap a -illo:
    - " ixartillo, crespillo els topònims Panillo i Estadella.
    - Ixafegar < EX-AFFOCARE (sense pronunciar la -r final com en altres exemples).
    - Ixaguar <*EX-AQUARE.
    - Ixarrancar < EX- (francico *HANKA).
    - Ixartigar < EX-ARTICARE.
    - Ixordiga / Ixordiguero <*EX-ORTICA.
    -  Ixugar-se < EX-SUCARE.
    - Ixarmentar < *EXSARMENTARE.
    - Ixuto < EXSUCTU.
    - Ixecada < EXSICCATA.
    - Ixobrecer-se. < *EX+SUPER+EXIRE.
    - Ixarrallar < *EX+SERRALIA.

- En altres són evolucions de paraules que comencen per ex- sense aquell prefix:
  - Ixambre <EXAMEN.
  - Ixena < EXIENDA.
  - Xeringa[2] < SYRINGA.
  - Ixolomar < EXOSMARE.

- Predomina amplament la sonorització de les ensordeixes intervocàliques, però hi ha uns pocs casos de conservació.
  - Navata és suficient general.
  - Crepa, batallá, batall, mallata, trucadó se troben en grausí
  - Chemeco i chipón en estadellà
  - Ripa (com locució adverbial de quantitat)[2]
  - Ripazo

No n'és un cas de conservació de oclusiva ensordeix intervocàlica llaco en Chuseu i Torres perquè prové de LACCUM i ensenya la mateixa evolució que VACCA > vaca.
Les terminacions latinas -MEN i -MINE dona la solució actual -mbre per un regular, d'excepte algun cas més conservador, depenent de la localitat:
- EXAMEN > ixamen / ixambre.
- FERUMEN > ferún.
- GRAMEN > gramen / grami.
- LUMEN > llum.
- FAMINE > fame / fam.
- HOMINE > home / home.

Les laterals intervocàliques -l- i -ll- es presenten com alternants en certes paraules:: esbellegar-esbelegar, gallaverno-galaverno, enchibilliu-enchirbiliu, cachillada-cachilada, cagalleta-cagaleta, pellaire-pelaire, gallet-galet, chilla(r)-crida(r), chillo-crido, chulleta-chuleta, quinquillaire-quinquilaire, apegalloso-apegaloso, bullicón, bulicón, vella(r)-velá, maulla(r)-miola(r), arrissa(r)-rula(r), rolleta-ruleta. Les causes són diverses.

## Morfologia
En Secastella i la Pobla de Castre hi ha una pervivència del demostratiu neutre ço de l'aragonès medieval, que deriva del llatí ECCE HOC igual com les formes equivalents en català i gascó. L'ús de zo o zau es documenta en la generació més vella d'aquests pobles i solament que amb sentit de propietat, en una estructura amb el mateix significat que el de de l'aragonès general.
- Va ver la uella en zo Pinza.
- En zau tuyo.

## Conclusions
Té menys caràcters comuns amb el català que la parla de la Vall de Benasc (benasquès), però també té menys caràcters aragonesos. Graus, un poble força gran, ha tingut influència en la castellanització de la Baixa Ribagorça i fins i tot en el català de la Vall de l'Isàvena. La parla de Fonts és menys castellanitzada que la parla grausina encara que és més al sud.